# Diócesis de Latacunga
La diócesis de Latacunga (en latín: Dioecesis Latacungensis) es una circunscripción eclesiástica de la Iglesia católica en Ecuador. Se trata de una diócesis latina, sufragánea de la arquidiócesis de Quito. Desde el 30 de noviembre de 2016 su obispo es Geovanni Mauricio Paz Hurtado.

## Territorio y organización
La diócesis tiene 6108 km² y extiende su jurisdicción sobre los fieles católicos de rito latino residentes en la provincia de Cotopaxi.
La sede de la diócesis se encuentra en la ciudad de Latacunga, en donde se halla la Catedral de San José (la parroquia que funciona en ella es conocida como San Vicente Mártir).
En 2021 en la diócesis existían 38 parroquias.

## Historia
La diócesis fue erigida el 5 de diciembre de 1963 con la bula Novam dioecesim del papa Pablo VI, obteniendo el territorio de la arquidiócesis de Quito. El primer obispo de la diócesis fue Benigno Chiriboga, quien fue elegido el 5 de diciembre de 1963.
El 27 de octubre de 1964, con el breve Rebus in secundis del papa Pablo VI, la Santísima Virgen María de la Merced conocida como Virgen de Volcán fue declarada patrona principal de la diócesis.

## Estadísticas
Según el Anuario Pontificio 2022 la diócesis tenía a fines de 2021 un total de 401 960 fieles bautizados.
| Año                                                                             | Población            | Población | Población      | Sacerdotes | Sacerdotes    | Sacerdotes    | Bautizados por sacerdote | Diáconos permanentes | Religiosos | Religiosos | Parroquias |
| Año                                                                             | Bautizados católicos | Total     | % de católicos | Total      | Clero secular | Clero regular | Bautizados por sacerdote | Diáconos permanentes | Varones    | Mujeres    | Parroquias |
| ------------------------------------------------------------------------------- | -------------------- | --------- | -------------- | ---------- | ------------- | ------------- | ------------------------ | -------------------- | ---------- | ---------- | ---------- |
| 1966                                                                            | ?                    | 140 000   | ?              | 48         | 37            | 11            | ?                        |                      | 4          | 2          | 27         |
| 1970                                                                            | 232 505              | 232 505   | 100.0          | 47         | 35            | 12            | 4946                     |                      | 19         | 76         | 25         |
| 1976                                                                            | 212 053              | 235 615   | 90.0           | 50         | 32            | 18            | 4241                     |                      | 25         | 78         | 30         |
| 1980                                                                            | 220 000              | 252 000   | 87.3           | 53         | 37            | 16            | 4150                     |                      | 23         | 110        | 33         |
| 1990                                                                            | 306 000              | 320 000   | 95.6           | 49         | 32            | 17            | 6244                     |                      | 22         | 100        | 37         |
| 1999                                                                            | 377 000              | 396 647   | 95.0           | 48         | 38            | 10            | 7854                     |                      | 14         | 42         | 38         |
| 2000                                                                            | 404 595              | 425 890   | 95.0           | 45         | 37            | 8             | 8991                     |                      | 8          | 39         | 39         |
| 2001                                                                            | 250 000              | 296 647   | 84.3           | 52         | 41            | 11            | 4807                     |                      | 11         | 85         | 39         |
| 2002                                                                            | 250 000              | 276 324   | 90.5           | 54         | 43            | 11            | 4629                     |                      | 11         | 85         | 39         |
| 2003                                                                            | 300 000              | 351 000   | 85.5           | 57         | 46            | 11            | 5263                     |                      | 12         | 85         | 39         |
| 2004                                                                            | 300 000              | 351 000   | 85.5           | 58         | 47            | 11            | 5172                     |                      | 12         | 85         | 40         |
| 2013                                                                            | 318 000              | 362 538   | 87.7           | 51         | 40            | 11            | 6235                     |                      | 13         | 75         | 43         |
| 2016                                                                            | 331 126              | 378 865   | 87.4           | 50         | 36            | 14            | 6622                     | 1                    | 18         | 8          | 43         |
| 2019                                                                            | 346 000              | 394 700   | 87.7           | 49         | 41            | 8             | 7601                     |                      | 8          | 57         | 42         |
| 2021                                                                            | 401 960              | 502 452   | 80.0           | 49         | 48            | 1             | 8203                     | 2                    | 3          | 47         | 38         |
| Fuente: Catholic-Hierarchy, que a su vez toma los datos del Anuario Pontificio. |                      |           |                |            |               |               |                          |                      |            |            |            |

## Episcopologio
| Escudo | Nombre del titular            | Período                                       | Fin del cargo (razón)         |
| ------ | ----------------------------- | --------------------------------------------- | ----------------------------- |
|        | Benigno Chiriboga, S.I. †     | 5 de diciembre de 1963-3 de diciembre de 1968 | Renunció                      |
|        | José Mario Ruiz Navas †       | 5 de diciembre de 1968-6 de agosto de 1989    | Nombrado obispo de Portoviejo |
|        | Raúl Holguer López Mayorga    | 18 de junio de 1990-19 de febrero de 2003     | Retirado                      |
|        | José Victoriano Naranjo Tovar | 19 de febrero de 2003-30 de noviembre de 2016 | Retirado                      |
|        | Geovanni Mauricio Paz Hurtado | Desde el 30 de noviembre de 2016              |                               |